# Marginalmoms
Marginalmoms är den momssats som används för att räkna ut momsbeloppet baklänges. Det vill säga när man har ett belopp som inkluderar moms och vill veta hur mycket momsen var.
Marginalmomsen (M) kan räknas fram om man vet påläggsmomsen (P) med formeln M = P/(1+P) och omvänt P = M/(1-M).
I Sverige används följande momsskattesatser:
- 25,00%  Allmän moms
- 12,00%  Livsmedel, övernattningar m.m
- 6,00%  Dagstidningar, resor, kultur och konst

Marginalmomsen för ovanstående blir då:
- 20,00%
- 10,71%
- 5,66%

Exempel
0,25/(1+0,25) = 0,20 dvs när påläggsmomsen är 25 % blir marginalmomsen 20 %.
0,12/(1+0,12) = 0,1071 dvs när påläggsmomsen är 12 % blir marginalmomsen 10,71 %.
0,06/(1+0,06) = 0,0566 dvs när påläggsmomsen är 6 % blir marginalmomsen 5,66 %.
Källa: http://www.expowera.se